# Andrew Triggs Hodge
Andrew Triggs Hodge (Halton, 3 marzo 1979) è un canottiere britannico, vincitore della medaglie d'oro nel 4 senza ai Giochi olimpici di Pechino 2008 e di Londra 2012 e nell'8 con a Rio de Janeiro 2016.

## Palmarès
- Olimpiadi

Pechino 2008: oro nel 4 senza.
Londra 2012: oro nel 4 senza.
Rio de Janeiro 2016: oro nell'8.
- Mondiali

Milano 2003: bronzo nell'8.
Kaizu 2005: oro nel 4 senza.
Eton 2006: oro nel 4 senza.
Poznań 2009: argento nel 2 senza.
Karapiro 2010: argento nel 2 senza.
Bled 2011: argento nel 2 senza.
Chungju 2013: oro nell'8.
Amsterdam 2014: oro nel 4 senza.
- Europei

Belgrado 2014: oro nel 4 senza.